# Darlenys Obregón
Darlenys Obregón Mulato (née le 21 février 1986 à Puerto Tejada) est une athlète colombienne spécialiste du sprint. Elle a participé aux deux équipes ex æquo pour le record de Colombie du relais 4 x 100 m, en 43 s 03.

## Biographie

### Palmarès
| Date | Compétition                                      | Lieu                 | Résultat | Épreuve        | Performance   |
| ---- | ------------------------------------------------ | -------------------- | -------- | -------------- | ------------- |
| 2002 | Championnats d'Amérique du Sud cadets            | Asunción             | 2e       | 100 m          | 12 s 23       |
| 2002 | Championnats d'Amérique du Sud cadets            | Asunción             | 2e       | 200 m          | 24 s 44       |
| 2002 | Championnats d'Amérique du Sud cadets            | Asunción             | 2e       | 4 x 100 m      | 47 s 3        |
| 2002 | Championnats d'Amérique du Sud cadets            | Asunción             | 1re      | 1 000 m medley | 2 min 13 s 94 |
| 2003 | Championnats d'Amérique du Sud juniors           | Guayaquil            | 5e       | 200 m          | 24 s 43       |
| 2003 | Championnats du monde cadets                     | Sherbrooke           | 7e       | 200 m          | 24 s 43       |
| 2004 | Championnats d'Amérique du Sud espoirs           | Barquisimeto         | 1re      | 200 m          | 23 s 76       |
| 2004 | Championnats ibéro-américains                    | Huelva               | 2e       | 4 x 100 m      | 43 s 79       |
| 2005 | Championnats d'Amérique du Sud                   | Cali                 | 4e       | 200 m          | 23 s 18       |
| 2005 | Championnats d'Amérique du Sud                   | Cali                 | 1re      | 4 x 100 m      | 43 s 17       |
| 2005 | Championnats panaméricains juniors               |                      | 3e       | 100 m          | 11 s 82       |
| 2005 | Championnats panaméricains juniors               | 5e                   | 200 m    | 23 s 57        |               |
| 2005 | Championnats du monde                            | Helsinki             | 6e       | 4 × 100 m      | 43 s 07       |
| 2006 | Championnats ibéro-américains                    | Ponce                | 2e       | 200 m          | 23 s 23       |
| 2006 | Championnats ibéro-américains                    | Ponce                | 3e       | 4 x 100 m      | 44 s 79       |
| 2006 | Championnats ibéro-américains                    | Ponce                | 2e       | 4 x 400 m      | 3 min 37 s 71 |
| 2006 | Jeux d'Amérique centrale et des Caraïbes         | Carthagène des Indes | 7e       | 200 m          | 23 s 23       |
| 2006 | Jeux d'Amérique centrale et des Caraïbes         | Carthagène des Indes | 2e       | 4 x 100 m      | 44 s 32       |
| 2006 | Championnats d'Amérique du Sud                   | Tunja                | 3e       | 100 m          | 11 s 72       |
| 2006 | Championnats d'Amérique du Sud                   | Tunja                | 2e       | 200 m          | 23 s 58       |
| 2006 | Championnats d'Amérique du Sud                   | Tunja                | 2e       | 4 x 100 m      | 44 s 78       |
| 2006 | Championnats d'Amérique du Sud espoirs           | Buenos Aires         | 1re      | 100 m          | 11 s 73       |
| 2006 | Championnats d'Amérique du Sud espoirs           | Buenos Aires         | 1re      | 200 m          | 23 s 23       |
| 2006 | Championnats d'Amérique du Sud espoirs           | Buenos Aires         | 1re      | 4 x 100 m      | 45 s 14       |
| 2006 | Championnats d'Amérique du Sud espoirs           | Buenos Aires         | 2e       | 4 x 400 m      | 3 min 41 s 92 |
| 2008 | Championnats ibéro-américains                    | Iquique              | 1re      | 200 m          | 23 s 84       |
| 2008 | Championnats ibéro-américains                    | Iquique              | 1re      | 4 x 100 m      | 44 s 89       |
| 2008 | Championnats d'Amérique centrale et des Caraïbes | Cali                 | 3e       | 200 m          | 23 s 13       |
| 2008 | Championnats d'Amérique centrale et des Caraïbes | Cali                 | 2e       | 4 x 100 m      | 43 s 56       |
| 2009 | Championnats d'Amérique du Sud                   | Lima                 | 1re      | 4 x 100 m      | 44 s 18       |
| 2009 | Championnats d'Amérique centrale et des Caraïbes | La Havane            | 2e       | 4 x 100 m      | 43 s 67       |
| 2009 | Championnats du monde                            | Berlin               | 8e       | 4 × 100 m      | 43 s 71       |
| 2010 | Championnats ibéro-américains                    | San Fernando         | 5e       | 200 m          | 24 s 22       |
| 2010 | Championnats ibéro-américains                    | San Fernando         | 2e       | 4 x 100 m      | 44 s 29       |
| 2010 | Championnats ibéro-américains                    | San Fernando         | 5e       | 4 x 400 m      | 3 min 38 s 94 |
| 2010 | Jeux d'Amérique centrale et des Caraïbes         | Mayagüez             | 3e       | 200 m          | 23 s 76       |
| 2010 | Jeux d'Amérique centrale et des Caraïbes         | Mayagüez             | 1re      | 4 x 100 m      | 43 s 63       |
| 2010 | Jeux d'Amérique centrale et des Caraïbes         | Mayagüez             | 2e       | 4 x 400 m      | 3 min 33 s 03 |
| 2011 | Championnats d'Amérique centrale et des Caraïbes | Mayagüez             | 4e       | 4 x 100 m      | 43 s 92       |
| 2011 | Jeux panaméricains                               | Guadalajara          | 8e       | 200 m          | 23 s 64       |
| 2012 | Championnats ibéro-américains                    | Barquisimeto         | 6e       | 200 m          | 23 s 59       |
| 2012 | Championnats ibéro-américains                    | Barquisimeto         | 3e       | 4 x 100 m      | 44 s 42       |
| 2014 | Jeux d'Amérique centrale et des Caraïbes         | Xalapa               | 2e       | 4 x 100 m      | 44 s 02       |
| 2016 | Championnats ibéro-américains                    | Rio de Janeiro       | 4e       | 4 x 100 m      | 44 s 14       |
| 2017 | Championnats d'Amérique du Sud                   | Luque                | 7e       | 100 m          | 11 s 54       |
| 2017 | Championnats d'Amérique du Sud                   | Luque                | 2e       | 4 x 100 m      | 44 s 50       |
| 2018 | Jeux d'Amérique centrale et des Caraïbes         | Barranquilla         | 4e       | 4 x 100 m      | 44 s 19       |

### Records
| Épreuve    | Performance | Lieu   | Date           |
| ---------- | ----------- | ------ | -------------- |
| 100 mètres | 11 s 54     | Bogota | 13 août 2011   |
| 200 mètres | 23 s 09     | Cali   | 5 juillet 2008 |